# José María Roa Bárcena
José María Roa Bárcena (Xalapa, Veracruz, 3 de septiembre de 1827 - Ciudad de México, 21 de septiembre de 1908) fue miembro de la Academia Mexicana de la Lengua, ingresó el 11 de septiembre de 1875 ocupando la silla X, fungió como tesorero de 1875 a 1908. Además de representar significativamente a las letras mexicanas del siglo XIX, destacó por su pensamiento conservador reflejado en su obra Recuerdos de la invasión norteamericana (1846-1848) por un joven de entonces (1883).

## Vida política
Se trasladó a la Ciudad de México en 1853. Durante tiempos de enconadas luchas políticas, se afilió al Partido Conservador, del cual fue insigne adalid y defensor en la prensa, partidario del Imperio y miembro de la Junta de Notables que fue a ofrecer la corona a Maximiliano. Pero después, inconforme con la actuación de éste, inspirada en las ideas del liberalismo, se negó a colaborar en su administración.
A la caída del efímero Imperio, sufrió dos años de prisión, no obstante que la misma prensa liberal, reconociendo la honradez de sus convicciones políticas, abogó por él. Después de haber recobrado su libertad se retiró definitivamente a la vida privada, dedicándose al comercio y al cultivo de sus aficiones literarias.

## Obra
Fue historiador, novelista, crítico literario, periodista y poeta. Murió el 21 de septiembre de 1908. Dejó una vasta producción en verso, de poesía líricas, leyendas y versiones. 
La forma de su poesía original sigue casi siempre la técnica tradicional académica. Pero sus motivos y manera de tratarlos aparecen preponderantemente románticos, tanto en su lírica como en sus leyendas; sin excluir, por supuesto, cierto espíritu academicista. En sus leyendas se proyectan las sombras tutelares del Duque de Rivas y Zorrilla. Sigue la senda de don José Joaquín Pesado tocante a los temas de color local, pero situándose más claramente en la línea romántica.

### Obra poética
- Diana
- Poesías líricas
- Leyendas mexicanas
- Cuentos y baladas del norte de Europa y algunos otros ensayos poéticos
- Últimas poesías
- Acopio de sonetos castellanos

### Narraciones novelescas
- El rey y el mendigo
- Combates en el aire

Dejó también dos excelentes biografías de Manuel Eduardo de Gorostiza y de José Joaquín Pesado. Y, finalmente, como historiador escribió un Catecismo de historia de México y Recuerdos de la invasión norteamericana, magnífica crónica por su solidez, método y estilo.